# 宮﨑沙菜
宮﨑 沙菜（みやざき さな、9月19日 - ）は、日本の女性声優。大阪府出身。以前はBloomZに所属していた。

## 略歴
ボイスラボトーキョー（旧ヤオヨロズボイスラボ）出身。三期生。
2019年2月、ボイスラボトーキョーの2018年度査定にてBloomZ預かり所属となる。
2021年11月15日付けで準所属に昇格。
2023年9月28日、AKIBAカルチャーズ劇場がプロデュースする「声優アイドル」総合プロジェクトの「ツボミシンフォニー」およびツボミシンフォニー内のユニット「Cherry Verry」に所属。
2024年5月31日をもって所属していたBloomZを退所を自身のSNSにて報告。

## 人物
趣味は女性アイドル鑑賞、パン屋巡り、ゲーム（APEX）。特技は関西弁、ソフトボール。

## 出演
太字はメインキャラクター。

### テレビアニメ
- 理系が恋に落ちたので証明してみた。r=1-sinθ（2022年、観客、一般客）[7]
- ワンルーム、日当たり普通、天使つき。（2024年、女子生徒C）

### 劇場アニメ
- ラブライブ!サンシャイン!! The School Idol Movie Over the Rainbow（2019年）[8]
- HoneyWorks 10th Anniversary "LIP×LIP FILM×LIVE"（2020年）[9]

### ゲーム
- ステラアルカナ 愛の光と運命の絆（2020年、ジュリエット[9]、少女-カナヤ[9]、リズ[9]）
- 天姫契約〜ファイナルプリンセス〜（2020年、揺揺[10]）
- 英雄伝説 黎の軌跡（2021年、シニョン、機械音声）
- 英雄伝説 黎の軌跡II -CRIMSON SiN-（2022年、シニョン）

### ボイスドラマ
- 小見川千明のお気楽文学サロン キャット・シーク（2022年、ミオ[11]）

### 吹き替え
2019年
- ディリリとパリの時間旅行

2020年
- ビッグ・ウィッシュ 魔法に願いを（少年1 ほか）
- ファインディング・メリー（ボーレ ほか）

2021年
- ドリーミング・デルフィ（セリーヌ ほか）

2022年
- イーダと動物たちの魔法学園（シベル）

### 舞台
- 秘密結社 presents 仮面展示会＆少女仮面劇「プロメテウスの石皿」（2022年7月1日 - 7月13日、新宿眼科画廊） - 春のクムラ 役[9]
- Feather stage presents Feathers～short stories～「ホームセンターズピリオド」（2022年9月17日 - 9月25日、シアターKASSAI） - 黒川美鶴 役[13]

### 朗読劇
- 声劇会Presents 朗読ステージvol.6『僕は君が好き』（2019年7月25日 - 8月17日） - ゆり 役[14]
- 个LABO企画 言葉で音楽を紡ぐリーディングライブ 紡ぐ 水彩とジオラマ（2020年1月19日、CASUAL BAR Don't Cry）